# Cañizo (Zamora)
Cañizo es un municipio de España, en la provincia de Zamora, comunidad autónoma de Castilla y León. Tiene una superficie de 42,01 km² con una población de 274 habitantes y una densidad de 6,52 hab/km².

## Historia
Estas tierras fueron ocupadas muy tempranamente, como se deduce de los objetos paleolíticos encontrados en el yacimiento de “El Raso”. También dejaron huella de su paso por estas tierras los romanos, como lo atestigua la figurita de bronce del siglo IV encontrada en el pago de Fuentemiro, que puede contemplarse en el Museo de Zamora.
Este pueblo se remonta al siglo IX, posiblemente repoblado con mozárabes, alza su caserío a las orillas del río Valderaduey. Su nombre hace referencia a las cañas, abundantes en las márgenes de los cauces fluviales con las que, tal vez, se levantaron las cubiertas de sus primitivas viviendas. Asimismo, cerca de Cañizo se conserva aún la que fue espadaña de la iglesia del lugar de Toldanos, mozárabes venidos de Toledo que en el lejano siglo X levantaron ese poblado, desaparecido unos siglos después.
En todo caso, Cañizo se integró en la jurisdicción de Villalpando en el siglo X, hecho por el cual pertenece actualmente a la Mancomunidad Intermunicipal del Raso de Villalpando, cuyos orígenes se remontan a la donación de los Reyes leoneses a Villalpando a finales del siglo X o principios del siglo XI.
Por otro lado, en 1234 el Monasterio de Carracedo dotó de fuero propio a Cañizo, conservándose aún el documento foral.
En el siglo XIV Cañizo pasó a manos de los Fernández de Velasco, duques de Frías, pasando por este hecho a depender de Burgos en el voto en Cortes desde el siglo XV, al integrar la denominada Provincia de las Tierras del Condestable, si bien en otros ámbitos siguió dependiendo del Notario Mayor del Reino de León. Así, en 1466, Cañizo fue uno de los trece pueblos que hicieron Voto en Villalpando, defendiendo la Inmaculada Concepción de la Virgen.
Tras la pérdida de la condestabilía de los Velasco en 1711, Cañizo junto al resto de la Tierra de Villalpando dejó de pertenecer al territorio conocido como Provincia de las Tierras del Condestable, dejando de depender de Burgos en el voto a Cortes, y pasando a hacerlo de León, en cuya provincia aparece integrando en 1786 en el mapa de Tomás López titulado ‘Mapa geográfico de una parte de la provincia de León’.
Finalmente, con la creación de las actuales provincias en 1833, Cañizo quedó adscrito inicialmente en el partido judicial de Medina de Rioseco, en la provincia de Valladolid, si bien tras las reclamaciones de los concejos del área villalpandina, quedó plenamente integrado a partir de 1858 en la provincia de Zamora, dentro esta de la Región Leonesa.

## Geografía humana

### Demografía
Cuenta con una población de 201 habitantes (INE 2024).

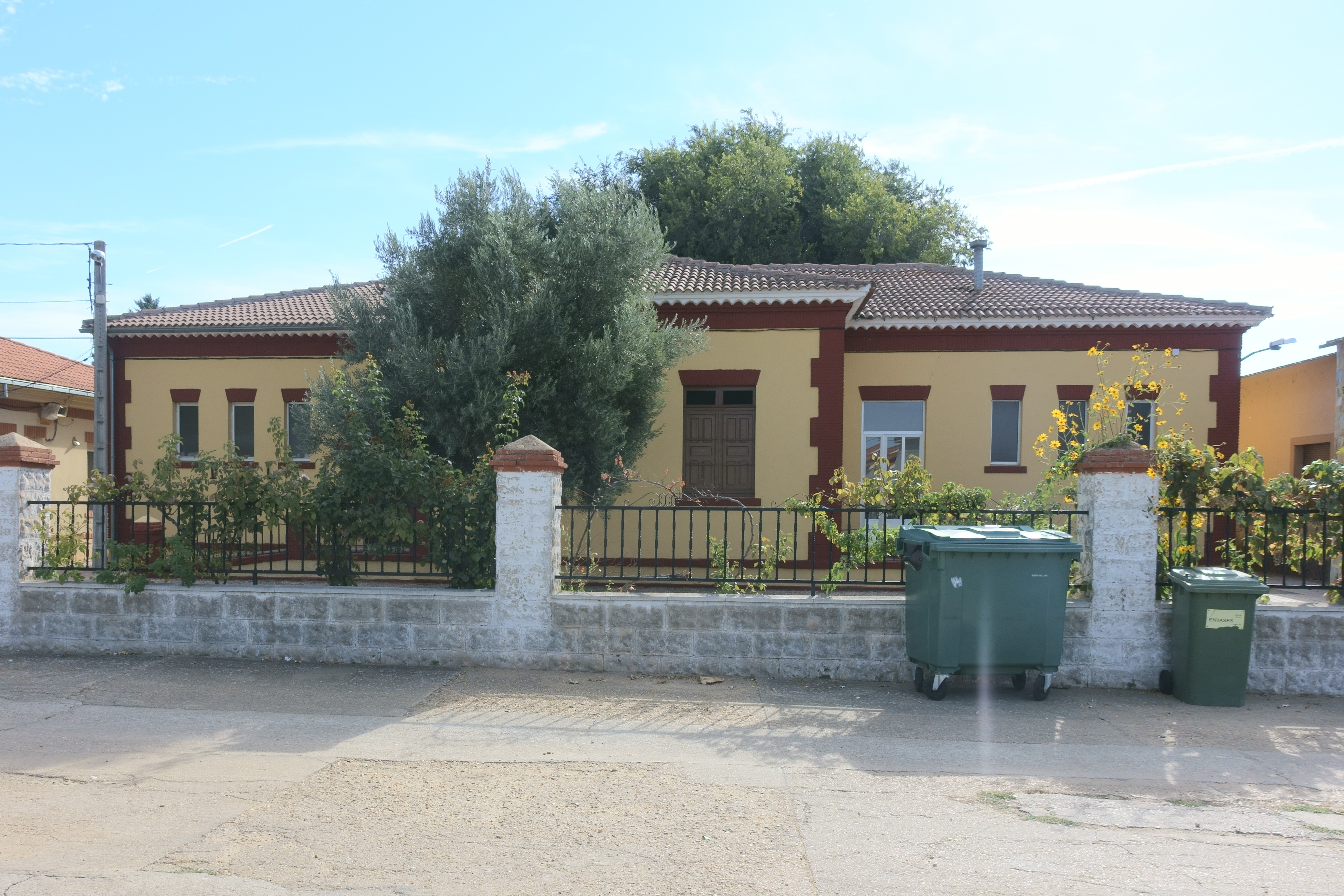
Casa consistorial.

| Gráfica de evolución demográfica de Cañizo entre 1842 y 2021                                                          |
| |
| Población de derecho según los censos de población del INE. Población de hecho según los censos de población del INE. |

## Símbolos
De oro banda de azur acompañada en jefe de una torre de gules,mazonada de sable y aclarada de oro en punta de un haz de tres espigas de sinople, al timbre Corona Real cerrada.

## Patrimonio

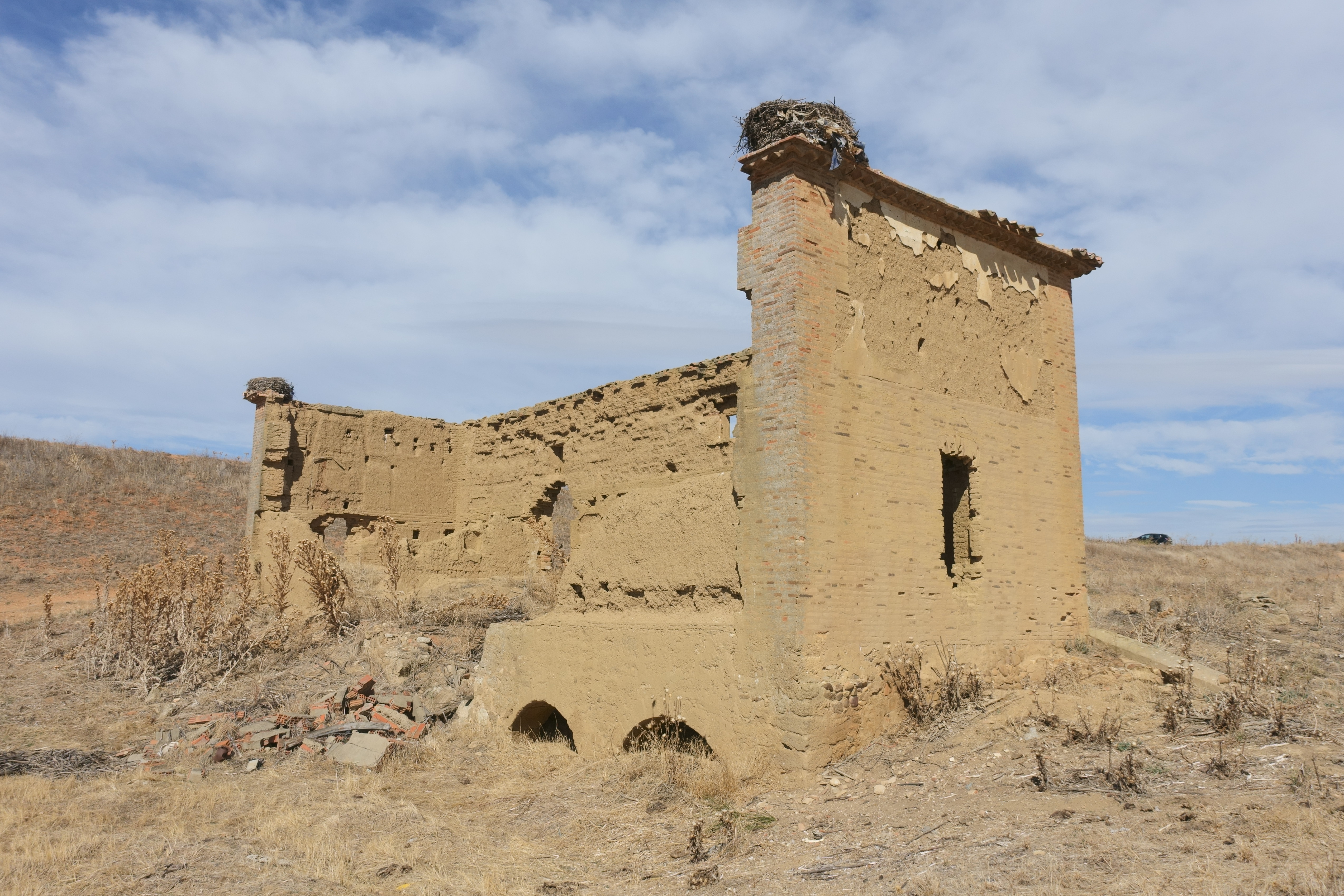
Ruinas del Molino de Bragadilla

- Iglesia de San Pelayo. Es una obra renacentista que se remonta al siglo XVI. El retablo principal es de estilo barroco y en él se entroniza la figura del santo titular. También se conserva en el templo una imagen de la Virgen, de la época de construcción del templo, y una cruz de plata del siglo XVIII.
- Arquitectura popular. Las viviendas de Cañizo presentan unas características diferentes a las de otros pueblos del entorno, pues sus muros de tapial están decorados con un esgrafiado a base de dibujos geométricos de muy variado diseño.
- Molino de Bradilla. Las ruinas de este antiguo molino harinero e sitúan junto al río Valderaduey, aguas abajo.

## Mancomunidad del Raso de Villalpando

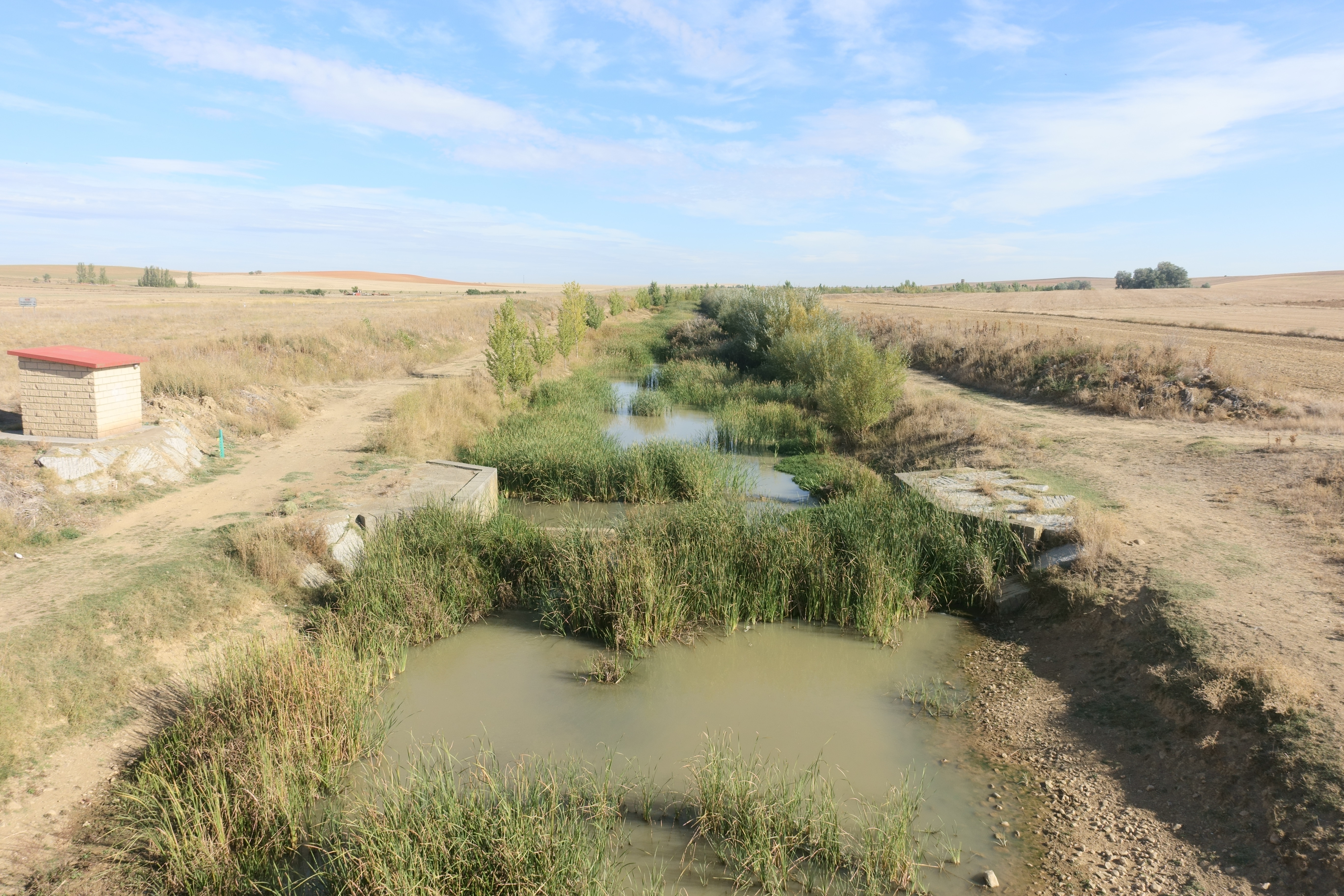
Río Valderaduey a su paso por Cañizo.

Cañizo forma parte de la Mancomunidad Intermunicipal del Raso de Villalpando junto con otros doce municipios de la Tierra de Campos de la provincia de Zamora. Este consorcio de municipios, a pesar de que se autodenomina mancomunidad, no tiene tal naturaleza, consistiendo su finalidad en la explotación del monte público denominado el "Raso de Villalpando", este último declarado en el año 2000 de utilidad pública.
El monte del "Raso de Villalpando" se encuentra situado en el término municipal de Villalpando y tiene una superficie total de 1654 hectáreas de las cuales 90 pertenecen a enclavados. Tiene carácter patrimonial y aprovechamiento comunal, estando consorciado con el número de Elenco 3028. Las bases del Consorcio, entre el Patrimonio Forestal del Estado y la Mancomunidad de Raso de Villalpando fueron aprobadas con fecha 13 de febrero de 1948, aunque sus orígenes se remontan a finales del siglo X o principios del siglo XI por donación de los Reyes leoneses, posiblemente Alfonso V, a Villalpando, por aquella época cabeza del Alfoz, y a las aldeas del mismo.
Desde un punto de vista botánico, se trata de un monte poblado por especies como el pinus pinea y pinus pinaster, aunque también existen rodales de pinus nigra. Se halla presente el quercus rotundifolia y de manera muy aislada crataegus monogyna, cistus ladaniferus y populifolius así como chamaespartium tridentatum.

## Fiestas
Las principales fiestas son las dedicadas al patrono de la localidad, San Pelayo (26 de junio), con misa en la parroquia y actividades diversas. También se honra a la patrona, la Virgen de la Asunción (15 de agosto). Asimismo, se festejan las Águedas (5 de febrero) con misa solemne y procesión, conservando el rito de correr después “la miaja” y cantar el “barrilín”. En mayo los quintos colocan “el mayo” en la plaza (día 1).